# Ganløse
Ganløse ligger i Nordsjælland og er en by med 2.877 indbyggere  (2024). Byen befinder sig i Egedal Kommune og tilhører Region Hovedstaden.
Ganløse by ligger i Ganløse Sogn i Ølstykke Herred (Frederiksborg Amt), i Frederikssund Provsti (Helsingør Stift). Ganløse lå 1970-2006 i Stenløse Kommune.
Debattøren Kathrine Lilleør var sognepræst i Ganløse Sogn indtil 2014.  Hendes efterfølger er Malene Buus Græser.
Byen har bl.a. en bager, en skole, en mølle, en dyreklinik, et lægehus, et supermarked, et pizzeria, samt Ganløse Kro.

## Historie
Ganløse landsby bestod i 1682 af 20 gårde, 2 huse med jord og 16 huse uden jord. Det samlede dyrkede areal udgjorde 831,9 tønder land skyldsat til 193,77 tønder hartkorn. Dyrkningsformen var trevangsbrug.
Ganløse lå indtil omkring 1960 uden for den fremadskridende byudvikling i tilknytning til hovedstaden, men i Partiel Byudviklingsplan nr. 4 for Københavns-egnen fra 1960 blev det forudset, at byen ville blive inddraget i byudviklingen. Baggrunden herfor var en række udstykninger i de foregående år samt forhandlinger mellem sognerådet i Slagslunde-Ganløse Kommune og byudviklingsudvalget den 4. september 1958 om mulig byudvikling. Ganløse var på daværende tidspunkt delvist kloakeret af private selskaber, og en del af det planlagte byudviklingsområde endte i inderzone, mens resten endte i mellemzone "velegnede til en udvidelse af byen". I betænkningen blev det skønnet, at der lå 125 boliger i den daværende bebyggelse og var plads til yderligere 140 boliger i inderzonen og 240 i mellemzonen, i alt 380 svarende til et skønnet indbyggertal på 1.140.
Ganløse havde 496 indbyggere i 1960 og 707 indbyggere i 1965. og i 2018 var det det danmarks 196. største by